# Tritton Mine
Die Tritton Mine ist ein Kupfer-Gold-Silber-Bergwerk im zentralen New South Wales bei Girilambone, 50 Kilometer nordöstlich von Nyngan. Das Unternehmen Tritton Resources Limited, eine 100-prozentige Tochter der Straits Resources Limited, hält Land und Abbaulizenzen und betreibt neben der Tritton Mine mehrere Bergwerke in diesem historischen Kupferbergbaugebiet.

## Tritton Mine
Der Tritton-Erzkörper wurde 1995 von Straits/Nord Joint Venture entdeckt. Mit dem Bau der Tritton Mine wurde 2002 begonnen, 2003 wurde Tritton Mine an der Börse gelistet und nahm im Dezember 2004 seinen Betrieb auf. Straits erwarb 27 Prozent der Aktien und erhöhte 2005 seinen Anteil auf 58 Prozent und im Mai 2006 seinen Anteil auf 100 Prozent.
Die Trittin Mine betreibt eine Zerkleinerungsanlage sowie eine Mühlen- und Auslaugungsanlage. Das Bergwerk ist dafür ausgelegt 100.000 Tonnen Kupferkonzentrat jährlich mit einem Anteil 25 Prozent Kupfer, 2 Gramm je Tonne Gold und 30 Gramm Silber je Tonne zu produzieren.

### Geologie
Der Tritton-Erzkörper liegt in einem Gesteinsvorkommen, das im Ordovizium entstand und in aus Quarzit und Metapeliten der Girilambone Group besteht. 
Die Mineralisation dieses Gebiets schuf dort zwei Gesteinsschichten, wovon eine aus nicht verwitterten Quarzit und geringen Teilen von Schiefer besteht. Diese Schicht variiert aus massiven Pyrit und Chalkopyrit, in denen die hochwertigen Gold- und Silbervorkommen mit wenig Bornit und Tennantit und Linsen von Hämatit, Magnetit und Siliciumdioxid bestehen. Die andere Schicht besteht aus massiven und gebänderten Linsen aus Pyrit und Chalkopyrit und chloritischen, semipelitischen Schiefern, die von dunklem Schiefer, der aus Karbonat, Epidot und Magnetit besteht, überlagert ist.

## Girilambone-Bergbaugebiet
Im Gebiet von Girilambone wird in der Murrawombie Mine Bergbau betrieben, dort befindet sich die Hauptverwaltung mit Büros, Instandhaltungs- und Lagergebäuden. Es gibt dort ferner die historische Murrawombie Mine. Das Bergbaugebiet Girilambone North umfasst den historischen North East-, Hartmans- und Larsens-Tagebau
Neuerdings wird die North East Mine im Untertagebau von der Hartmans Mine aus betrieben, die Larsens Mine wird von der North-East-Vorkommen aus erschlossen. Avoca Tank ist ein Entwicklungsprojekt.

### Murrawombie Mine
Die Murrawombie Mine liegt 2 Kilometer westlich von Girilambone, in der bis 1997 Oxide abgebaut wurden. Die Gesteinsvorkommen und Mineralisation ist mit dem Tritton-Vorkommen vergleichbar. Das Vorkommen liegt auf 600 Metern Tiefe.

### North East und Larsens Mine
Die North East und Larsens Mines liegen etwa 5 Kilometer nördlich der Murrawombie Mine. 
Die Kupfermineralisation der North East Mine liegt in schwach chloritisierten und silifizierten Schiefer in einer massiven gebänderten Pyritschicht und Linsen auch Chalkopyrit liegen im Osten.
Die Kupfersulfid-Mineralisation im Gebiet der Larsons Mine, vor allem Chalcocite, fand in einem schwach chloritisierten Schiefer in drei gebänderten Pyritschichten statt.

### Weitere Minenprojekte
Die Budgery Mine liegt 5 km nördlich von Hermidale, die wie der Bergbau Avoca Tank kurzzeitig bis 1905 im Abbau stand. Dort fand einen Mineralisation von Malachit und Azurit statt, ferner gibt es dort chalcocite und Pyrit.
Hochgradige Oxid- und Sulfid-Linsen befinden sich bei Avoca Tank.